# Maggie Steed
Maggie Steed, née Margaret Baker le 1er décembre 1946 à Plymouth (Devon, en Angleterre), est une comédienne britannique de théâtre, une actrice de cinéma et de télévision, ainsi qu'une activiste politique.

## Filmographie

### Cinéma
- 1980 : Babylon de Franco Rosso : Femme à la prison
- 1999 : Simon le magicien de Ben Hopkins : Müttchen
- 2000 : Stardom de Denys Arcand : Journaliste de mode britannique
- 2006 : Le Voile des illusions de John Curran : Mme Garstin
- 2008 : Blithe Spirit de Philip Franks[1] : Madame Arcati
- 2009 : L'Imaginarium du docteur Parnassus de Terry Gilliam : Femme
- 2013 : Une promesse de Patrice Leconte : Frau Hermann
- 2014 : Pudsey the Dog: The Movie de Nick Moore : Mme Willoughby
- 2016 : Florence Foster Jenkins de Stephen Frears : Mme James O'Flaherty
- 2016 : A Cure for Life de Gore Verbinski : Mme Abramov
- 2017 : Transformers: The Last Knight de Michael Bay : La grand-mère de Viviane
- 2017 : Paddington 2 de Paul King : Gertrude Biggleswade
- 2019 : Fisherman's Friends de Chris Foggin (en) : Maggie
- 2022 : Fisherman's Friends: One and All de Nick Moorcroft et Meg Leonard : Maggie

### Télévision

#### Téléfilms
- 1993 : Olly's Prison : Ellen
- 2008 : Coco Chanel : Adrienne âgée
- 2014 : Chewing Gum Blap : Esther
- 2019 : Elizabeth Is Missing : Elizabeth
- 2022 : Gangsta Granny Strikes Again! : La Reine
- 2023 : Mog's Christmas : Tante #2

#### Séries télévisées
- 1970 : Coronation Street : Ellen Smith (4 épisodes)
- 1980 : Fox : Bette Green (5 épisodes)
- 1981 : The History Man : Myra Beamish
- 1981 : Retour au château : La femme du diplomate
- 1982 : Minder : Sherry (saison 3, épisode 10)
- 1982 - 1984 : Les Branchés débranchés : Rosemary (3 épisodes)
- 1982 - 1995 : Shine on Harvey Moon : Rita Moon
- 1983 : Doctors' Dilemmas : Jane Spring (saison 1, épisode 1)
- 1983 : Crown Court : Clare Forsyth (3 épisodes)
- 1984 : Charlie : Ella Peace
- 1987 : La Flétrissure : Becca Crichton
- 1988 : Hard Cases : Sally McTeer (saison 2, épisode 5)
- 1989 : All Change : Fabia London (saison 1, épisode 5)
- 1990 : Blood Rights : Tess Barker (3 épisodes)
- 1991 : Les Règles de l'Art : Joanna (saison 2, épisode 6)
- 1992 : Van der Valk : Maria Tromp (saison 5, épisode 2)
- 1992 : Red Dwarf : Dr. Hildegarde Lanstrom (saison 5, épisode 4)
- 1992 : Growing Rich : Raelene
- 1992 : Inspecteur Wexford : Janine (saison 6, épisode 1)
- 1992 : Shakespeare: The Animated Tales : Juliette Capulet (saison 1, épisode 4)
- 1993 : So Haunt Me : Mme Pettigrew (saison 2, épisode 5)
- 1993 : Du rouge à lèvres sur ton col : Tante Vickie
- 1993 : A Year in Provence : Libby Tompkins (saison 1, épisode 7)
- 1994 : Martin Chuzzlewit : Mme Todgers
- 1994 - 1997 : Pie in the Sky : Margaret Crabbe
- 1997 : Inspecteur Morse : Angela Storrs (saison 8, épisode 3)
- 1998 : Kings in Grass Castles : Mme Costello (saison 1, épisodes 1 & 2)
- 1999 : Let Them Eat Cake : Madame Vigée-Lebrun (saison 1, épisode 3)
- 2000 : Inspecteur Barnaby : Rosemary Furman (saison 3, épisode 3)
- 2002 : Les Enquêtes de Foyle : Margaret Ellis (saison 1, épisode 2)
- 2002 - 2005 : Born and Bred : Phyllis Woolf
- 2005 - 2007 : Sensitive Skin : Veronica Dorkins
- 2006 : Flics toujours : Rose Dyer (saison 3, épisode 2)
- 2006 - 2009 : Jam & Jerusalem : Eileen Pike
- 2007 : Holby City : Suzie Moran (saison 9, épisode 37)
- 2008 : Inspecteur Barnaby : Lynne Fox (saison 11, épisode 3)
- 2009 : Lark Rise to Candleford : Mme Herring (saison 2, épisode 2)
- 2009 : Ma tribu : Mme Philbin (saison 9, épisode 6)
- 2009 : Casualty : Sheila Toolan (saison 24, épisode 8)
- 2009 : Doctor Who: The Lost Stories : Madame Rana Zandusia (voix - saison 1, épisode 2)
- 2010 : Whites : Celia
- 2010 : Moving On : Cyn (saison 2, épisode 7)
- 2011 : 32 Brinkburn Street : Elizabeth
- 2012 : Stella : Meg (saison 1)
- 2013 : Inspecteur Barnaby : Sylvia Mountford (saison 15, épisode 6)
- 2015 - 2017 : Chewing Gum : Esther
- 2016 : We the Jury : Juge Henman (Pilote)
- 2017 : Bucket : Mary Tash (saison 1, épisode 2)
- 2017 - 2018 : EastEnders : Joyce Murray (57 épisodes)
- 2019 : Father Brown : Dorothy Parnell (saison 7, épisode 3)
- 2019 : Urban Myths : Lucianne Goldberg (saison 3, épisode 3)
- 2019 : The Cockfields : Lyn (saison 1)
- 2020 : Flack : Elizabeth (saison 2, épisode 4)
- 2022 : Anatomie d'un scandale : Sibyl Murray (saison 1, épisode 1)
- 2022 : Ten Percent : Stella Hart
- 2023 : Sister Boniface Mysteries : Vivienne Bonham-Crane (2 épisodes)
- 2024 : Changing Ends : Nan (saison 2, épisode 3)
- 2024 : Rivals : Lady Gosling
- 2024 : Ridley : Celia Machin (saison 2, épisodes 7 & 8)

## Théâtre
- 2000 : The Heiress (en) : Tante Lavinia
- 2005 : L'Importance d'être Constant : Lady Bracknell
- 2005 : Relative Values :  La Comtesse de Marshwood
- 2006 : The History Boys : Mme Lintott
- 2008 : Noises Off : Dotty Otley
- 2010 : Hay Fever : Judith Bliss